# PuTTY
PuTTY је бесплатан емулатор терминала, серијска конзола и апликација за пренос фајлова на мрежи и отвореног је кода. Он подржава неколико мрежних протокола као што су SCP, SSH, Telnet и rlogin. Назив "PuTTY" нема дефинитивно значење, иако је "tty" назив терминала у Unix традицији.
PuTTY је првобитно написан за Microsoft Windows, али може да се користи и на разним другим оперативним системима. Званични портови су доступни за разне платформе налик на Unix, а незванични портови су допринели платформама као што су Symbian и Windows Mobile.
PuTTY је написао Симон Татам (енгл. Simon Tatham), и тренутно је бета софтвер.

## Карактеристике
Неке карактеристике PuTTY су:
- Складиштење администратора и преференција за каснију употребу.
- Контрола над SSH шифровањем кључа и верзијом протокола.
- Командна линија SCP и SFTP клијената, под називом "pscp" и "psftp".
- Контрола над прослеђивањем портова са ССХ (локалним, удаљеним или динамичким прослеђивањем поpтова), укључујући и уграђено руковање X11 прослеђивањем.
- Емулира већину xterm,VT102 контролних секвенци , као и већи део ECMA-48 емулатора терминала.
- Подржава IPv6.
- Подржава 3DES, AES, Arcfour, Blowfish, DES.
- Подржава проверу идентитета помоћу јавног-кључа (без подршке сертификата).
- Подржава локалне конекције преко серијског порта.
- Извршни програм не захтева инсталацију.
- Подржава zlib@openssh.com одложену шему компресије.

## Историја
Развој PuTTY датира од краја 1998. године, и употребљиван је као SSH-2 клијент од октобра 2000. године.

## Компоненте
PuTTY се састоји од неколико компоненти:
- PuTTY: Telnet и SSH клијент
- PSCP: SCP клијент, тј. безбедно копирање датотека помоћу командне линије
- PSFTP: SFTP клијент
- PuTTYtel: Telnet клијент
- Plink: Интерфејс са командном линијом за PuTTY
- Pageant: SSH ауторизациони агенз за PuTTY,PSCP и Plink
- PuTTYgen: RSA и DSA генератор кључа
- pterm: Самостални емулатор терминала